# Comuna Goričan, Međimurje

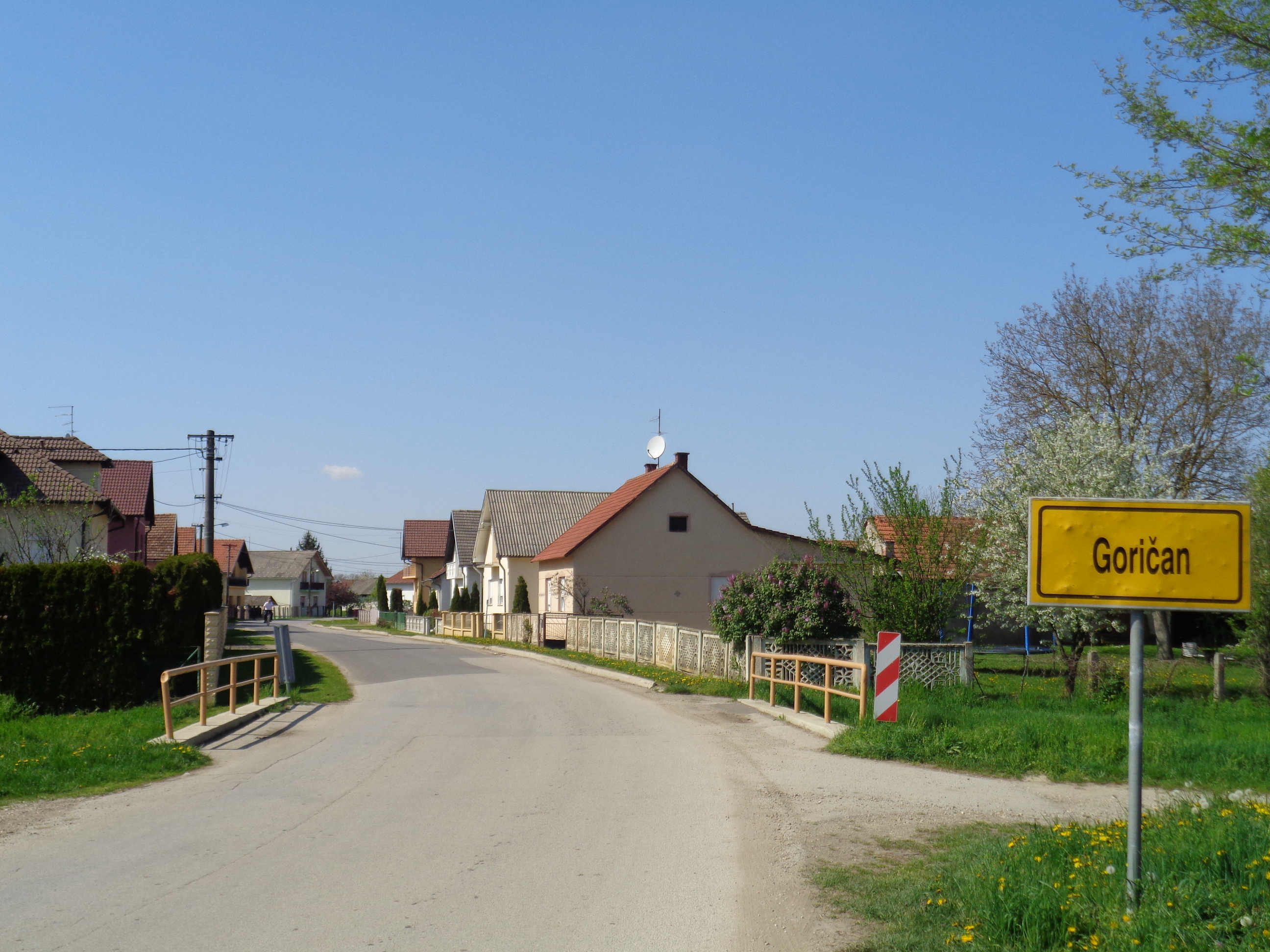
Goričan

Goričan este o comună în cantonul Međimurje, Croația, având o populație de 2.823 de locuitori (2011).

## Demografie
Componența etnică a comunei Goričan
     Croați (97,87%)
     Romi (1,49%)
     Necunoscut (0%)
     Neclasificat (0,35%)
Componența confesională a comunei Goričan
     Catolici (98,51%)
     Necunoscută (0,81%)
     Alte religii (0,67%)
Conform recensământului din 2011, comuna Goričan avea 2.823 de locuitori. Din punct de vedere etnic, majoritatea locuitorilor (97,87%) erau croați, cu o minoritate de romi (1,49%). Din punct de vedere confesional, majoritatea locuitorilor (98,51%) erau catolici. Pentru 0,81% din locuitori nu este cunoscută apartenența confesională.